# Parentis-en-Born
Parentis-en-Born település Franciaországban, Landes megyében. Lakosainak száma 7463 fő (2022. január 1.). Parentis-en-Born Biscarrosse, Gastes, Lüe, Pontenx-les-Forges, Ychoux, Sanguinet, Saint-Paul-en-Born, Sainte-Eulalie-en-Born és Lugos községekkel határos.

## Népesség
A település népességének változása:
| Lakosok száma | 3769 | 4076 | 4056 | 4953 | 5652 | 5933 | 6236 | 6684 | 6928 | 7463 |
|               | 1968 | 1982 | 1990 | 2006 | 2013 | 2015 | 2017 | 2019 | 2020 | 2022 |